# Spermacoce tectanthera
Spermacoce tectanthera är en måreväxtart som beskrevs av Harwood. Spermacoce tectanthera ingår i släktet Spermacoce och familjen måreväxter. Inga underarter finns listade i Catalogue of Life.